# BA-30
El BA-30 (en ruso: БА-30, acrónimo de Бронеавтомобиль 30, romanizado: Broneavtomobil 30, lit. 'automóvil blindado 30'), fue un automóvil blindado semioruga soviético desarrollado en 1936. Solo se construyó un único prototipo antes de que el proyecto se abandonara.

## Desarrollo
En la URSS, el desarrollo de automóviles blindados semiorugas comenzó en 1934 en la planta de Izhora. Al año siguiente, 1935, la ABTU (Dirección Principal de Blindados del Comisariado del Pueblo de Defensa) presentó un proyecto de un automóvil blindado semioruga llamado BA-6S basado en el chasis del camión soviético GAZ-AA, pero debido a la falta de producción en serie de camiones semiorugas, el desarrollo se detuvo.
En 1936, se inició en el Instituto de Investigación Científica de Tractores (en rusoː Nauchnyj avtotraktornyj institut, NATI) el diseño de automóviles blindados ligeros semiorugas, con lo que ABTU firmó un acuerdo para el diseño del nuevo vehículo. El chasis se fabricó en el NATI y el casco blindado se fabricó y ensambló en la planta de equipos de trituración en Viksa. El nuevo automóvil blindado, llamado BA-30, estaba listo a finales de 1936 y, tras eliminar las deficiencias identificadas en las pruebas preliminares, en el invierno de 1937 ingresó en el instituto de Pruebas de Investigación de Vehículos Blindados (NIBT) para la realización de pruebas de campo.
Se utilizó el chasis del camión GAZ-AA como base para el BA-30 con algunos cambios:
- Se instaló el motor del GAZ-M1 más potente, con una potencia de 50 CV, en lugar del motor original del GAZ-AA de 42 CV;
- Se mejoró la refrigeración mediante la instalación de un radiador del tanque T-37 con una capacidad de 22 litros en lugar de los 13,5 litros anteriores;[1]
- Se instaló un desmultiplicador detrás de la caja de cambios del GAZ-AA;
- Se instalaron diferenciales adicionales entre las ruedas motrices;
- El bastidor trasero se acortó en 500 mm, la distancia entre ejes - en 390 mm;
- Eje de la hélice fue acortado en 390 mm;
- Los resortes delanteros se reforzaron añadiendo dos láminas;
- Se cambió el diseño de los topes de la hélice: en lugar de rodillos, se instalaron rodillos acortados;
- En la parte delantera del vehículo blindado, se montaron rodillos para facilitar la superación de obstáculos.

La hélice de la oruga constaba de dos bogies de equilibrio con correas de caucho-metal, cada bogie tiene una guía, una rueda motriz y cuatro ruedas de carretera. El control se realizaba girando las ruedas del eje delantero. Para conducir sobre nieve profunda y suelta, las ruedas del eje delantero se podían montar en esquís, que se transportaban en los laterales del vehículo, sobre las orugas.
El BA-30 tenía un cuerpo soldado de placas de blindaje de entre 4 y 6 mm de espesor; por su diseño, se trataba de un híbrido de los cascos de los automóviles blindados FAI y BA-20. Su armamento consistía en una única ametralladora ligera Degtiariov DP-27 de 7,62 mm, instalada en la torreta giratoria del BA-20. La munición consistía en 24 discos de ametralladora (1512 disparos), situados en cuatro estantes en las láminas del casco trasero. Para abordar el vehículo, la tripulación, compuesta de tres personas, tenía dos puertas en los lados y para la observación había cinco escotillas y siete ranuras de observación.
Como medio de comunicación se instaló una estación de radio (en el lado izquierdo) 71-TK-1 con una antena de pasamanos unida al casco situada a lo largo del lado izquierdo del compartimiento de combate.

## Pruebas
Durante las pruebas de campo que se realizaron de febrero a julio de 1937, el BA-30 recorrió 2380 km, de los cuales 977 km los recorrió en invierno (236 km por carretera y carreteras rurales sobre ruedas y pistas, 739 km por carretera, carreteras rurales y suelo virgen sobre esquís y pistas) y en verano y en primavera 1403 km (9418 por carretera y 985 por caminos rurales). 
En las pruebas, el BA-30 con un peso de combate de 4595 kilos mostró una velocidad media en una carretera asfaltada de 36,6 km/h, en invierno sobre esquís por una carretera rural de 15,35 km/h y sobre nieve virgen de 8,82 km/h. La autonomía de crucero fue de 253 km en la carretera, 122 km en una carretera rural cubierta de nieve con esquís y 82 km en terrenos nevados con esquís. Al superar obstáculos, en verano la subida máxima superable por el automóvil blindado con suelo duro y empapado fue de 15-16 grados, en invierno la pendiente máxima superable con una profundidad de nieve de 300-350 cm fue de 12-13 grados. Además, el BA-30 superó un vado de 680 mm con suelo arenoso duro.
En las conclusiones, la comisión que probó el automóvil blindado notó la debilidad del armamento y del blindaje, la insuficiente visibilidad en situaciones de combate y las molestias de los lugares de trabajo de la tripulación. Además, recomendó fortalecer el eje delantero y los resortes, aumentando la resistencia de las orugas de goma con la elasticidad necesaria, así mismo propusieron sustituir las placas de aluminio por placas de acero, simplificar el mecanismo de tensión de la oruga y desmontar las ruedas motrices (en el BA-30 esto requería seis horas-hombre), desmontar los rodillos delanteros que no justificaron su propósito a la hora superar obstáculos, instalar un motor más potente y realizar otros cambios menores.
Tras la realización de las pruebas, el informe de la comisión declaraba queː 

La eliminación de todas las desventajas señaladas del chasis del automóvil requiere más costos y tiempo que la construcción de un automóvil nuevo y todas estas deficiencias del chasis se encontraron durante el funcionamiento del automóvil, con la carrocería BA-30 existente y el motor M-1. Si se cambia el sistema de armas, se coloca mayor blindaje y un motor más potente, el peso del automóvil y la tensión en los mecanismos individuales aumentarán. Esto no puede dejar de afectar, nuevamente, a la dinámica y la fuerza de este automóvil blindado. De esto se deduce que el BA-30 no es adecuado para su uso en el Ejército Rojo, Además eliminar las deficiencias sin una revisión radical de todo el automóvil blindado no es práctico. Es necesario desarrollar un proyecto de un automóvil blindado semioruga completamente nuevo, teniendo en cuenta todos los materiales para probar vehículos de este tipo.

Después de las pruebas, el único prototipo de BA-30 construido, permaneció en el sitio de pruebas del NIBT. El 29 de septiembre de 1941, según la carta de porte N ° 2909, este BA-30, junto con otros 41 vehículos que también se encontraban en el sitio de pruebas, fue enviado a los cursos de blindados de Kazán. Se desconoce el destino final del prototipo, lo más probable es que fuera desguazado.